# N,N-Diizopropilaminoetanol
N,N-Diizopropilaminoetanol (DIPA) je sredstvo za proizvodnju različitih hemikalija i međuprodukt u proizvodnji nervnih agenasa VX i NX,  to je takođe organsko jedinjenje, koje sadrži 8 atoma ugljenika i ima molekulsku masu od 145,243 .
To je bezbojna tečnost, mada uzorci koji su stari mogu izgledati žućkasto.

## Osobine
| Osobina                  | Vrednost |
| ------------------------ | -------- |
| Broj akceptora vodonika  | 2        |
| Broj donora vodonika     | 1        |
| Broj rotacionih veza     | 4        |
| Particioni koeficijent ( | 1,2      |
| Rastvorljivost (logS, log(mol/L))       | -0,6     |
| Polarna površina (PSA, Å2)  | 23,5     |

## Uticaji na zdravlje
Udisanje i kontakt sa kožom očekuju se kao glavni putevi profesionalne izloženosti ovom hemijskom spoju. Na osnovu testova sa životinjama prilikom jedne izloženosti, smatra se da je blago toksičan ako se proguta ili udahne, umereno toksičan ako se apsorbuje kroz kožu, a takođe i korozivan za oči i kožu.  Para može izazvati iritaciju očiju i gornjeg respiratornog trakta. Mogu se pojaviti privremeni i reverzibilni poremećaji vida, karakterisani blagim zamagljenjem vida, plavo-sivom obojenosti vida ("plava magla") ili halo efektom (pojava aureole oko izvora svetlosti).

## Literatura
- Clayden, Jonathan; Greeves, Nick; Warren, Stuart; Wothers, Peter (2001). Organic Chemistry (I изд.). Oxford University Press. ISBN 978-0-19-850346-0.
- Smith, Michael B.; March, Jerry (2007). Advanced Organic Chemistry: Reactions, Mechanisms, and Structure (6th изд.). New York: Wiley-Interscience. ISBN 0-471-72091-7.
- Katritzky A.R.; Pozharskii A.F. (2000). Handbook of Heterocyclic Chemistry (Second изд.). Academic Press. ISBN 0080429882.